# Liste von Persönlichkeiten aus Pura TI
Diese Liste enthält in Pura geborene Persönlichkeiten und solche, die in Pura ihren Wirkungskreis hatten, ohne dort geboren zu sein. Die Liste erhebt keinen Anspruch auf Vollständigkeit.

## Persönlichkeiten
(Sortierung nach Geburtsjahr)

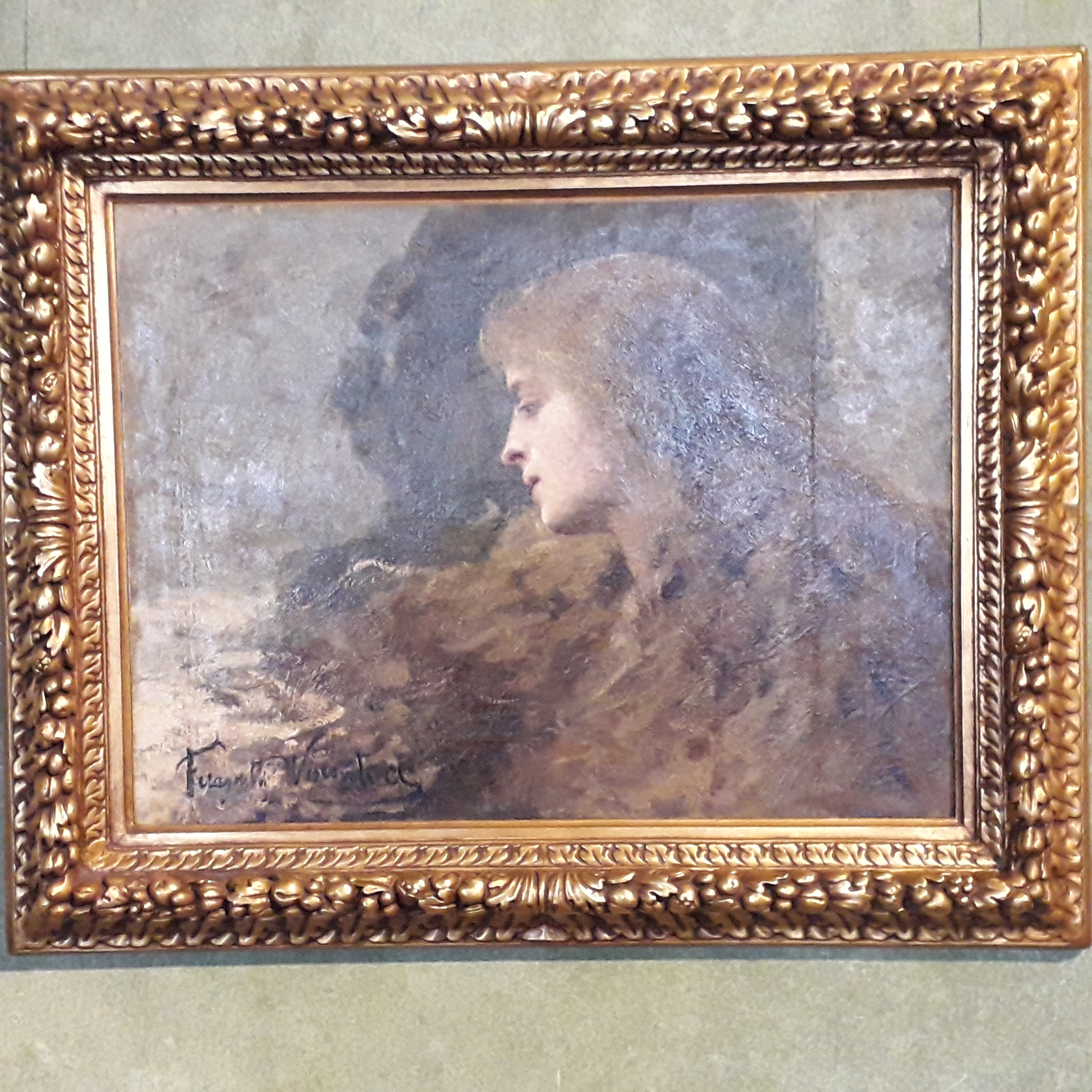
Adolfo Feragutti Visconti: Maddalena, Galleria d’Arte Moderna, Mailand, 1898

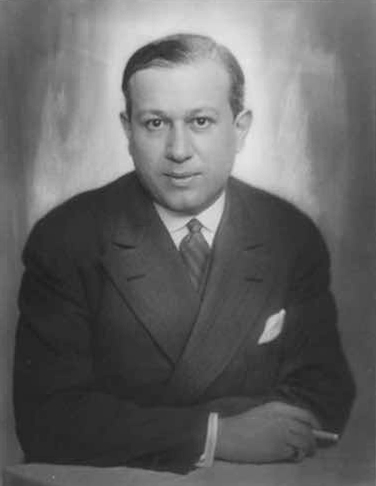
Henry E. Sigerist ca. 1928/1929

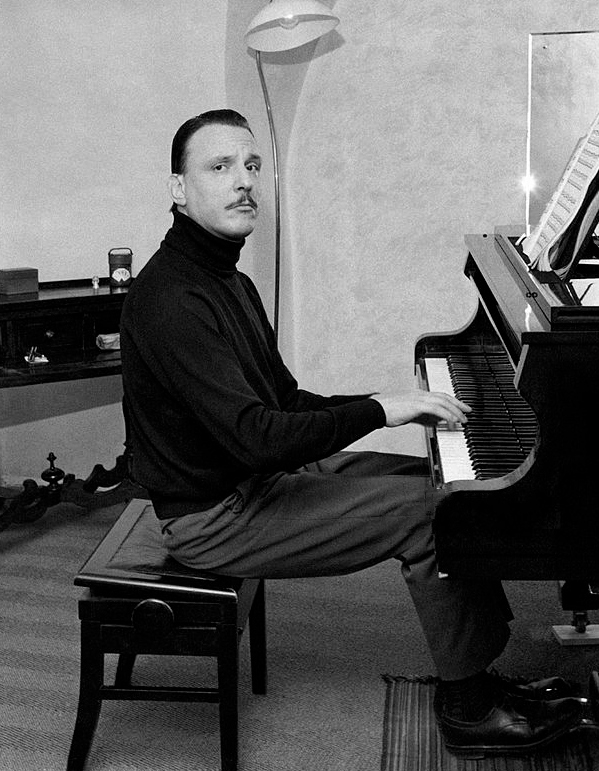
Arturo Benedetti Michelangeli (1960)

- Familie Crivelli.  Die aus der Lombardei stammende Familie liess sich im 15. Jahrhundert in Lugano, Pura und Ponte Tresa nieder[1]
  - Cristoforo Crivelli (* um 1460 in Uboldo; † nach 1510 in Pura), Adel, Stammvater der Crivelli von Pura[2]
  - Giovanni Alberto Crivelli (* um 1510 in Pura; † nach 1536 in Ponte Tresa TI), Hauptmann, Stammvater der Crivelli von Ponte Tresa[2]
  - Giovanni Ambrogio Crivelli (* 1564 in Pura; † 1629 in Ponte Tresa), Anwalt und Notar[3]
  - Giovanni Antonio Crivelli (* um 1420 in Mailand; † um 1480 in Pura), Sohn des Cristoforo, Adels, Haus- und Grundbesitzer[4]
  - Giovanni Ambrogio Crivelli (* 1564 in Pura; † 1629 in Ponte Tresa), Anwalt und Notar, kam von Pura nach Ponte Tresa, er liess in der Pfarrkirche San Bernardino die Kapelle des Kruzifixes (Cribellorim Sacellum) erbauen, restauriert 1933 von Maler Aldo Crivelli[5]

- Alberto de Togninis genannt de Banco (* um 1450 in Pura; † nach 1509 in Sessa TI ?), Priester, 1509 war er Propst der Kirche San Martino von Sessa.[6]

- Familie Ruggia. [7][8]
  - Marco Ruggia (* 1754 in Pura; † 1834 in Sankt Petersburg ?), Stuckateur, Architekt arbeitete 1801–1821 in St. Petersburg, besonders am Bau der Kirche der heiligen Jungfrau von Kasan. Schützling des Zaren Alexander I:; Ritter des Annenordens[9]
  - Francesco Ruggia (* 1. Oktober 1786 in Pura; † 12. April 1851 ebenda), Maler[10]
  - Giuseppe Ruggia (* um 1790 in Pura; † 1839 in Lugano), Schweizer Chemiker, Apotheker und Typograph[11]
  - Pietro Ruggia (* um 1792 in Pura; † ? in Sankt Petersburg ?), Bruder des Giuseppe, Maler in Russland[12]
  - Marco Ruggia (* 1822 in Pura; † 1896 ebenda), Anwalt, Politiker[13]
  - Giorgio Ruggia (* 20. Januar 1832 in Pura; † 7. Juli 1895 in Paris), Enkel des Marco, Architekt in St. Petersburg und Moskau, arbeitete an der h. Erlöserkirche von St. Petersburg; Tessiner Grossrat[7][14]
  - Enrico Ruggia (* 1. Oktober 1933 in Nizza; † 1. September 2007 in Oberriet), Ingenieur, Astronomdilettant, Mitbegründer des Osservatorio del Monte Lema, Mitglied der Associazione Pleiadi; Genealogist, ehemaliges Mitglied des Vorstands der Società Genealogica della Svizzeta Italiana[15]

- Giuseppe Parini (* um 1805 in Pura; † 1865 ebenda), Anwalt, 1836 Lehrer in der Primarschule von Pura[16]
- Clemente Feregutti (* 1826 in Pura; † 1915 ebenda), Stuckateur[17]
- Adolfo Feragutti Visconti (* 25. März 1850 Pura; † 10. März 1924 Mailand), Kunstmaler schuf Porträts, insbesondere von Frauen, Stillleben, Landschaften, historische und Genrebilder, symbolistische und religiöse Themen[18][19][20]
- Henry E. Sigerist (1891–1957), Arzt, Medizinhistoriker
- Ferdinand G. Schneider (1911–1984), deutscher Chemiker
- Ferruccio Pelli (1916–1995), Rechtsanwalt, Gemeindepräsident von Lugano 1968–1984, Oberstbrigadier in der Schweizer Armee. Er wohnte in Pura.
- Arturo Benedetti Michelangeli (1920–1995), Pianist
- Dino Sciolli (* 6. April 1931 in Viganello), Schweizer Diplomat, ehemaliger Botschafter in Amman[21]
- Vovka Ashkenazy (1961), Musiker, Pianist